# Eric's Ultimate Solitaire
Eric's Ultimate Solitaire (ook bekend als Eric's Ultimate Solitaire X) is een computerspel dat werd ontwikkeld door Delta Tao Software voor de Macintosh computer. Later porteerde Loki Software het spel naar Linux. Apple Computer begreep het spel in bij sommige Macintosh computers. Op 4 januari 2012 bracht Delta Tao Software een versie uit die compatibel is met het Apple's Mac OS 10.7 (Lion) operating systeem.
Het spel is een verzameling van kaartspelen. De speler kan kiezen uit 23 spelen. Tevens worden er statistieken per spel bijgehouden (winst, verlies en snelheid). Het spel wordt met bovenaanzicht getoond.  